# برايم كوين
برايم كوين (العلامة: Ψ؛ الرمز: XPM) هي عملة معماة تعمل بآليَّة برهان العمل، تم إطلاقها في 7 يوليو 2013 بواسطة شخص مجهول. بعد وقت قصير من إطلاقها، أفادت بعض المجلات التجارية بأنَّ أكثر مِن 18000 مستخدم جديد يسعون إلى تعدين العملة. تكون معاملاتها أسرع بما يقارب من 8-10 مرات من معاملات البيتكوين.

## روابط خارجية
- الموقع الرسمي